# LWD Żuraw
Az LWD Żuraw (magyarul: daru) Lengyelországban a łódźi Repülő-kísérleti Üzemeknél (LWD) tervezett könnyű futár- és többcélú repülőgép. Csak egy prototípusa készült el, sorozatgyártására nem került sor. Ez volt az LWD-nél az 1951-es megszüntetése előtt tervezett és épített utolsó repülőgéptípus. A fennmaradt gép napjainkban Krakkóban, a Lengyel Repülési Múzeumban tekinthető meg.

## Története
A Lengyel Légierő 1948-ban bízta meg az LWD-t egy könnyű futár- és többcélú repülőgép megtervezésére, amelyet a Po–2, illetve annak lengyel licencváltozata, a CSS–13 leváltására szántak. A megrendelt repülőgépnek alkalmasnak kellett lennie kiképző, mentő, bombázó és légifényképező feladatokra is. Több előzetes terv készült, amelyek közül a légierő egy felsőszárnyas változatot választott ki.
A tervezést1949-1950-ben végezte el az LWD tervezőcsoportja Tadeusz Sołtyk irányításával.
A rövid fel- és leszállási úthosszú, Żuraw nevet kapott repülőgép három változatának a terveit készítették el. Az A változat egy kétüléses futár és megfigyelő repülőgép volt, amely egy forgatható 7,62 mm-es SKASZ géppuskával, fényképezőgéppel, valamint az éjszakai repüléshez szükséges műszerezettséggel rendelkezett. A B változat egy könnyű szállító repülőgép terve volt, amely alkalmas utas vagy teher szállítására, emellett éjszakai repülésre is alkalmas és fel van szerelve fényképezőképpel. A C változat egy kétüléses bombázó változat volt, amelynek a szárnyai alatt, bombazárakkal rendelkezett és 230 kg össztömegű bombafegyverzet szállítására lett volna alkalmas.
Kezdetben 650 kg-os üres tömeggel számoltak, amely végül 750 kg lett. A repülőgépbe egyéb lehetőség hiányában az öthengeres, 160 LE maximális teljesítményű M–11FR csillagmotor beépítését tervezték. A fejlesztési időszak alatt zajlott a lengyel repülőgépipar átszervezése is. Az LWD sorozatgyártó üzemmé vált és megszüntették a tervezést, majd átnevezték Közlekedési Eszközök 6. sz. Gyárára (Wytwórnia Sprzętu Komunikacyjnego No. 6). A gép prototípusa 1951 tavaszán készült el az A változatban (futár és megfigyelő repülőgép), de fegyverzet nélkül. A repülőgéppel az első felszállást 1951. május 16-án hajtották végre Antoni Szymański berepülőpilótával a fedélzetén. 
Röviddel a repülés után a prototípust átadták a Repülési Intézetnek típusengedélyezésre. A tesztek során megállapították, hogy a repülőgép teljesítménye elégtelen, és több előnyös tulajdonsága (pl. alacsony átesési sebesség, rövid fel- és leszállási úthossz) ellenére nem alkalmas a sorozatgyártásra. Ezért megfelelő nagyobb teljesítményű motor hiányában a Légierő Parancsnoksága lemondott a típusról, bár előzetesen 20 darabos megrendelést terveztek.

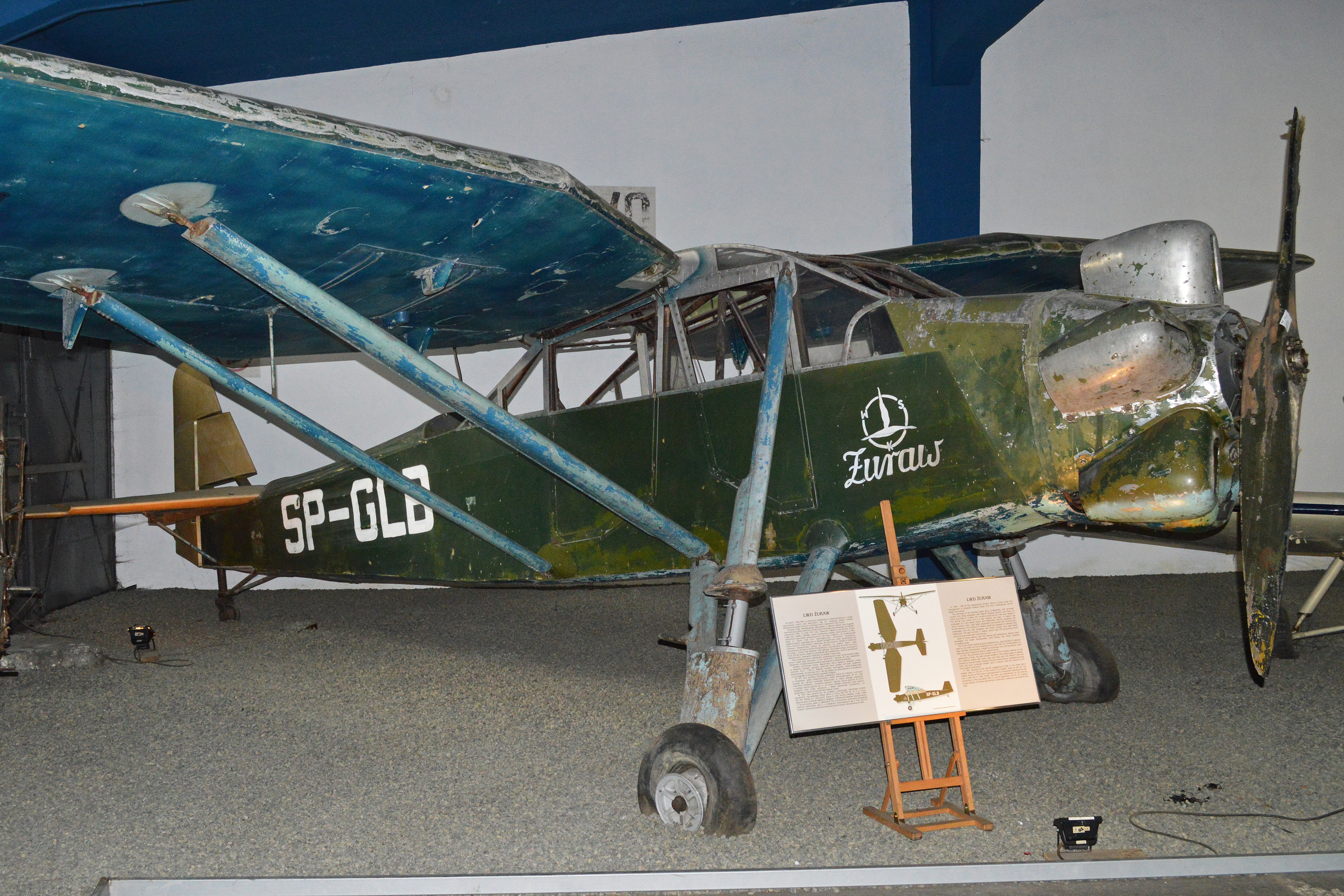
A Żuraw 2013-ban, restaurálás előtti állapotában

A repülőgép a Repülési Intézetben maradt, ahol korlátozott mértékben használták az intézet céljaira. 1956 elején felmerült egy nagyobb teljesítményű motor alkalmazása, ugyanis ebben az időszakban kezdődött el Lengyelországban a 236 kW (320 LE) teljesítményű, hazai tervezésű WN–3 csillagmotor motor gyártása, valamint a 191 kW (260 LE) teljesítményű AI–14 csillagmotor licencgyártása. A tervezett Żuraw II változat egy 220 kW-os motorral sokkal nagyobb teherbírású és jobb teljesítményű lett volna, 1250 kg felszálló tömeg mellett a számított maximális sebessége 265 km/h lett volna 7,8 m/s-os emelkedési sebességgel és 5600 m-es legnagyobb repülési magasság mellett. A Żuraw II iránt a Lengyel Népköztársaság Repülőklubja (APRL) érdeklődött, amely vontatásra használta volna a típust. (A Żurawon alapuló vontató változat már korábban is felmerült. A Ryszard Orlowski által 1951-ben tervezett, osztott vezérsíkkal tervezett OR-H túl nehéznek, a motor pedig túl gyengének bizonyult vontatási célra, ezért a terv nem valósult meg.)
A repülőgép sorság végül az pecsételte meg, hogy 1956-ban elkezdődött Lengyelországban a szovjet Jak–12M licencgyártása, amely szükségtelenné tette a Żuraw korszerűsítésének és sorozatgyártásának tervét.
Az egyetlen megépített prototípus 1960-ig SP-GLB polgári lajstromjelzéssel üzemelt a Repülési Intézetnél, amikor selejtezték. A gépet 1963-ban leromlott állapotban átadták a Lengyel Repülési Múzeumnak, ahol a selejtezéskori állapotában volt megtekinthető hosszú időn keresztül. A gépet 2016-2017-ben restaurálták és 2017 novemberétől látható újra a krakkói repülési múzeum 20. századi repülést bemutató Főhangárjában.

## Műszaki jellemzői
Felsőszárnyas elrendezésű, vegyes, fa- és fémépítésű repülőgép. A szárny dupla trapéz alaprajzú, a jobb kilátás érdekében a pilótafülkénél csökkenő húrhosszú. A szárny kismértékben előrenyilazott, valamint pozitív V-beállítással rendelkezik. A kétfőtartós szárny fából készült. A szárnyprofil NACA 23012. A szárny merevített, mindkét félszárnyat két dúc kapcsolja a törzshöz.
A szárny első főtartó előtti része, valamint a szárny üzemanyagtartályoknál található része rétegeltlemez borítású, a szárny többi részét és a csűrőket vászonnal borították. A szárnyat az első kötőelemhez és az első merevítődúchoz csatlakoztató csapok eltávolítása után hátra lehet hajtani. A szárnyak kilépőélén a csűrők mellett réselt ívelőlap helyezkedik el. A szárny belépőélén annak teljes terjedelmében orrsegédszárny található.
Az összesen 160 l-es kapacitású üzemanyagtartályok a szárnyban találhatók. A repülőgép túl nagy üres tömege miatt az üzemanyagtartályok kapacitását 100 l-ben korlátozták.
A trapéz alaprajzú függőleges és a vízszintes vezérsík, valamint a kormányok faszerkezetűek, részben rétegelt lemez, részben vászonborításúak.
A törzs acélcsövekből hegesztett rácsszerkezet, a vászonborítást fa idomok tartják. A törzs elülső része a motor közelében levehető lemezborítással kapott. A motortól tűzfal választja el a kabint, a tűzfal előtt, a motortérben található az olajtartály. A kabin tágas, jelentős mértékben üvegezett. A pilóta ülése elől, a navigátor ülése hátul található. A kabin hátsó részének üvegezett burkolata felnyitható és egy csuklós zsanérral nyitott állapotban rögzíthető.
A futómű hárompontos, farokfutós elrendezésű. Klasszikus szilárd futómű. A főfutó két lengőkarja a törzs alsó részéhez, a lengéscsillapítóval ellátott olaj-levegő töltetű rugós tagok a törzs felső részéhez csatlakoznak. A főfutó kerekének mérete 500x180 mm-es és hidraulikus fékekkel rendelkeznek. A farokfutó kereke 160x70 mm-es, farokfutó ugyancsak olaj-levegős lengéscsillapítóval rendelkezik.
A 160 LE maximális teljesítményű M–11RF öthengeres csillagmotor a törzs orr-részéhez csatlakozik. A motor egy 2,4 m átmérőjű, fából készített állandó állásszögű légcsavart hajt. A motor burkolata alumínium lemezből készült. A motor mindegyik hengere egyedi burkolattal rendelkezik, a hűtőlevegő a hengerburkolaton kialakított résen jut be a motorhoz.

## Műszaki adatok

### Geometriai méretek és tömegadatok
- Hossz: 8,26 m
- Szárnyfesztáv: 11,7 m
- Magasság: 2,98 m
- Szárnyfelület: 21,12 m²
- Üres tömeg: 913 kg
- Maximális felszálló tömeg: 1157 kg

### Meghajtás
- Fajtája: légcsavar (kéttollú, fa)
- Motor: 1 db
- Típus: M–11FR öthengeres, léghűtéses benzinüzemű csillagmotor
- Maximális teljesítmény: 118 kW (160 LE)

### Repülési jellemzők
- Maximális sebesség: 168 km/h
- Utazósebesség: 140 km/h
- Átesési sebesség: 66 km/h
- Legnagyobb repülési magasság: 2500 m
- Hatótávolság: 320 km
- Emelkedőképesség: 2,1 m/s